# Teoría de integración de características
La teoría de integración de características es una teoría de atención desarrollada en 1980 por Anne Treisman y Garry Gelade que sugiere que cuando se percibe un estímulo, las características se “registran de forma temprana, automática y en paralelo, mientras que los objetos se identifican por separado” y en una etapa posterior en el procesamiento. La teoría ha sido uno de los modelos psicológicos más influyentes de la atención visual humana.

## Etapas
De acuerdo con Treisman, la primera etapa de la teoría de integración de característica es la etapa preventiva. Durante esta etapa, diferentes partes del cerebro automáticamente reúnen información acerca de las características básicas (colores, forma, movimiento) que eran encontradas en el campo visual. La idea de que las características se separan automáticamente parece ser contraintuitiva; sin embargo, no estamos conscientes de este proceso porque ocurre temprano en el procesamiento perceptual, antes de que nos demos cuenta del objeto.
La segunda etapa de la teoría de integración de características es la etapa de atención enfocada, donde las características individuales de un objeto se combinan en orden para percibir el objeto entero. Con el fin de combinar las características individuales de un objeto, se requiere atención y la selección de ese objeto ocurre dentro de un “mapa maestro” de ubicaciones.  El mapa maestro de ubicaciones contiene todas las ubicaciones en las que han sido detectadas características., con cada ubicación en el mapa maestro se tiene acceso a los múltiples mapas de características. Cuando la atención es focalizada en una ubicación en particular del mapa, las características que se encuentran en esa posición se atienden y se almacenan en “archivos de objeto”. Si el objeto es familiar, se hacen asociaciones entre el objeto y el conocimiento previo, lo que resulta en la identificación de ese objeto. En apoyo de esta etapa, los investigadores a menudo se refieren a pacientes que padecen el síndrome de Balint. Debido al daño en el lóbulo parietal, estas personas no pueden enfocar la atención en objetos individuales. Dado un estímulo que requiere la combinación de características, las personas que padecen el síndrome de Balint no pueden enfocar la atención el tiempo suficiente para combinar las características, brindando apoyo para esta etapa de la teoría.

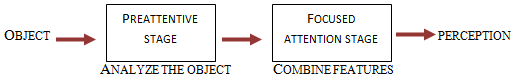
Las etapas de la teoría de la integración de características.

Treisman  distingue entre dos tipos de tareas de búsqueda visual, “búsqueda de características” y “ búsqueda conjunta”. Las búsquedas de características se pueden realizar de forma rápida y previa a los objetivos definido por una sola característica, como el color, la forma, la dirección percibida de la iluminación, el movimiento o la orientación. Las características deben “aparecer” durante la búsqueda y deben poder formar conjunciones ilusorias. Por el contrario, las búsquedas conjuntas ocurren con la combinación de dos o más características  y son serialmente identificadas.  La búsqueda conjunta es mucho más lenta que la búsqueda de características y requiere atención consciente y esfuerzo. En múltiples experimentos, algunos mencionados en este artículo, Treisman concluye que el color, orientación e intensidad son características para las que se pueden realizar búsquedas de características.
Como reacción a la teoría de integración de características, Wolfe (1994) propuso el Modelo de búsqueda guiada 2.0. De acuerdo con este modelo, la atención se dirige a un objeto o ubicación a través de un proceso de atención previa. El proceso de atención preventiva, como explica Wolfe, dirige la atención de manera ascendente y descendente. La información obtenida a través del procesamiento ascendente y descendente se clasifica de acuerdo con la prioridad. El ranking de prioridad guía la búsqueda visual y hace que la búsqueda sea más eficiente. Si el Modelo de búsqueda guiada 2.0 o la teoría de integración de características son teorías "correctas" de la búsqueda visual, sigue siendo un tema muy debatido.

## Experimentos
Para probar la idea de que la atención juega un papel vital en la percepción visual, Treisman y Schmidt (1982) diseñaron un experimento para demostrar que las características pueden existir independientemente una de la otra al inicio del procesamiento. A los participantes se les mostró una imagen con cuatro objetos ocultos por dos números negros. La pantalla se iluminó durante una quinta parte de un segundo seguido de un campo de enmascaramiento de puntos aleatorios que apareció en la pantalla para eliminar "cualquier percepción residual que pudiera permanecer después de que se apagaran los estímulos". Los participantes debían informar los números negros vieron en cada lugar donde habían estado las formas anteriormente. Los resultados de este experimento verificaron la hipótesis de Treisman y Schmidt. En el 18% de los ensayos, los participantes informaron haber visto formas "formadas por una combinación de características de dos estímulos diferentes", incluso cuando los estímulos tenían grandes diferencias; esto se refiere a menudo como una conjunción ilusoria. Específicamente, las conjunciones ilusorias ocurren en varias situaciones. Por ejemplo, puede identificar a una persona que pasa con una camisa roja y un sombrero amarillo y transformarla rápidamente en una que use una camisa amarilla y un sombrero rojo. La teoría de integración de características proporciona una explicación para las conjunciones ilusorias; Debido a que las características existen independientemente unas de otras durante el procesamiento temprano y no están asociadas con un objeto específico, pueden combinarse fácilmente de forma incorrecta tanto en la configuración del laboratorio como en situaciones de la vida real.
Como se mencionó anteriormente, los pacientes con síndrome de Balint han brindado apoyo para la teoría de integración de características. Particularmente, el participante en la investigación R.M., un enfermo de síndrome de Bálint que no pudo enfocar la atención en objetos individuales, experimenta conjunciones ilusorias cuando se le presentan estímulos simples como una "O azul" o una "T roja". En el 23% de las pruebas, incluso cuando se puede ver el estímulo durante 10 segundos, R.M. informó haber visto una "O roja" o una "T azul". Este hallazgo está de acuerdo con la predicción de la teoría de integración de características de cómo uno con una falta de atención enfocada combinaría erróneamente las características.

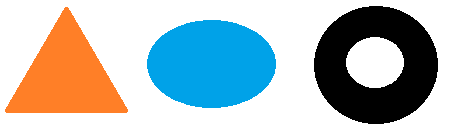
Los estímulos se asemejan a una zanahoria, un lago y un neumático, respectivamente. Treisman y otros. (1986)

Si las personas usan su conocimiento o experiencia previa para percibir un objeto, es menos probable que cometan errores o conjunciones ilusorias. Para explicar este fenómeno, Treisman y Souther (1986) realizaron un experimento en el que presentaron tres formas a los participantes donde podían existir conjunciones ilusorias. Sorprendentemente, cuando les dijo a los participantes que se les estaba mostrando una zanahoria, un lago y un neumático (en lugar del triángulo naranja, el óvalo azul y el círculo negro, respectivamente), no existían las conjunciones ilusorias Treisman sostuvo que el conocimiento previo jugaba un papel importante en la percepción adecuada. Normalmente, el procesamiento ascendente se utiliza para identificar objetos nuevos; pero, una vez que recordamos el conocimiento previo, se utiliza el procesamiento de arriba hacia abajo. Esto explica por qué las personas son buenas para identificar objetos familiares en lugar de desconocidos.

## Leyendo
Cuando se identifican las letras durante la lectura, no solo se recogen sus formas sino también otras características como sus colores y elementos circundantes. Las letras individuales se procesan en serie cuando se unen espacialmente con otra letra. Las ubicaciones de cada característica de una letra no se conocen de antemano, incluso cuando la letra está frente al lector. Dado que la ubicación de las características de la letra y / o la ubicación de la letra es desconocida, los intercambios de características pueden ocurrir si uno no está enfocado atentamente. Esto se conoce como enmascaramiento lateral, que en este caso se refiere a una dificultad para separar una letra del fondo.